# 兵庫県道313号平木南山線
兵庫県道313号平木南山線（ひょうごけんどう313ごう ひらきみなみやません）は、兵庫県加東市を通る一般県道である。

## 概要
加東市平木から加東市南山1丁目に至る。

### 路線データ
- 起点：加東市平木（兵庫県道311号上鴨川木津線交点）
- 終点：加東市南山1丁目（ひょうご東条インター前交差点、兵庫県道91号はりま東条インター線起点、中国自動車道 ひょうご東条IC）
- 総延長：8.216 km

## 歴史
- 1993年（平成5年）5月11日 - 建設省から、県道平木東条線の一部をはりま東条インター線として主要地方道に指定される[1]。

## 路線状況

### 重複区間
- 兵庫県道315号下相野森線（加東市長貞・雲竜橋東交差点 - 加東市長貞）

### 道路施設

#### 道の駅
- とうじょう（加東市）

## 地理

### 通過する自治体
- 加東市

### 交差する道路
| 交差する道路                                      | 交差する場所     | 交差する場所                                           |
| ------------------------------------------------- | ---------------- | ------------------------------------------------------ |
| 兵庫県道311号上鴨川木津線                         | 平木             | 起点                                                   |
| 兵庫県道75号小野藍本線                            | 黒谷（くろだに） | 黒谷交差点                                             |
| 兵庫県道315号下相野森線 重複区間起点              | 長貞（ながさだ） | 雲竜橋東交差点                                         |
| 兵庫県道315号下相野森線 重複区間終点              | 長貞             |                                                        |
| 兵庫県道316号広野永福線                           | 永福             | 永福交差点                                             |
| 兵庫県道17号西脇三田線                            | 横谷             | [ 注釈 1 ]                                             |
| E2A 中国自動車道 兵庫県道91号はりま東条インター線 | 南山1丁目        | ひょうご東条インター前交差点 / 終点 7-1 ひょうご東条IC |

### 沿線
- 西国三十三所 第二十五番札所 清水寺（起点付近）
- 加東市立鴨川小学校
- ぜんカントリークラブ
- マダムJゴルフ倶楽部
- 東条湖
- 東条湖おもちゃ王国
- 東急グランドオークゴルフクラブ